# Савин, Александр Николаевич (инженер-контр-адмирал)
Александр Николаевич Савин (1896—1981) — советский военно-морской деятель, инженерный работник, начальник технического управления ВМФ СССР, инженер-контр-адмирал (1944).

## Биография
Русский, из семьи служащих, на флоте с 1915, в РККФ с 1918, в ВКП(б) с 1942. В апреле 1919 года окончил механическое отделение Морского инженерного училища. Участник Гражданской войны, инженер-механик на крейсере «Олег» и ММ № 213 против генерала Юденича и мятежников форта «„Красная Горка“». В 1923 плавал на тральщике «Проводник». В 1939 инженер 2-го отдела по вспомогательному флоту Технического управления РКВМФ. В годы Великой Отечественной войны состоял заместителем начальника технического управления ВМФ СССР. Затем, с мая 1945, становится начальником этого управления. С июня по июль 1947 начальник технического отдела тыла 4-го Флота, после чего в запасе.
Умер 01.06.1981 года, в Москве. Урна с прахом захоронена в колумбарии на Введенском кладбище.

### Звания
- Инженер-флагман 3-го ранга (13 июня 1939)[3][4];
- Инженер-капитан 1-го ранга (8 июня 1940)[5];
- Инженер-контр-адмирал (21 июля 1944)[6];
- Контр-адмирал-инженер переаттестован (18 ноября 1971)[7].

### Награды
- Орден Ленина (1945)[8];
- Орден Красного Знамени (1944)[9];
- Орден Красной Звезды (1942)[10];
- Орден Нахимова I степени (1945)[11]
- Медаль «XX лет Рабоче-Крестьянской Красной Армии»[12];
- Медаль «За победу над Германией в Великой Отечественной войне 1941—1945 гг.» (1945);
- Медали.
- Именное оружие (1953).